# دالی سیسترز
دالی سیسترز یا خواهران دالی (انگلیسی: The Dolly Sisters) یک گروه دونفرهٔ هنری، مشتمل بر دو خواهرِ دوقلوی همسان مجارستانی-آمریکایی با نام‌های رُز دالی (انگلیسی: Rose Dolly) و جنی دالی (انگلیسی: Jenny Dolly) بودند که مابین سال‌های ۱۹۰۷ تا ۱۹۲۹ میلادی فعالیت می‌کردند. این دو خواهر در بالاشادیارمات مجارستان به دنیا آمدند و در سال ۱۹۰۵ به همراه مادرشان به آمریکا آمدند و سال‌ها بعد به هنر رقص و بازیگری تئاتر و سینما روی آوردند.

## نگارخانه

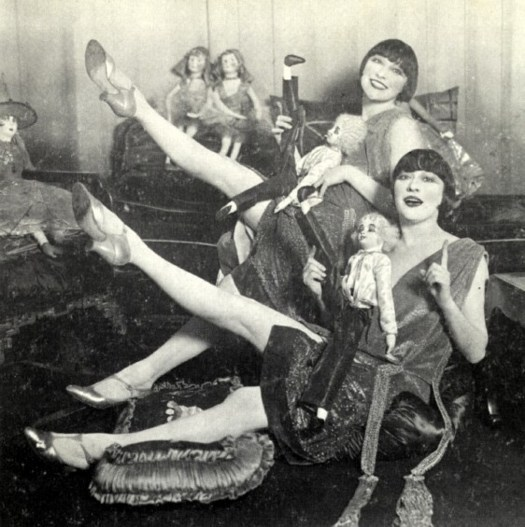
نام این دو خواهر، همواره به صورت «رُزی و جنی دالی» نوشته می‌شد؛ در نتیجه در این تصویر هم، فرض بر آن است که به همان ترتیبِ نگارش اسمی، جلوی دوربین قرار گرفته‌اند.
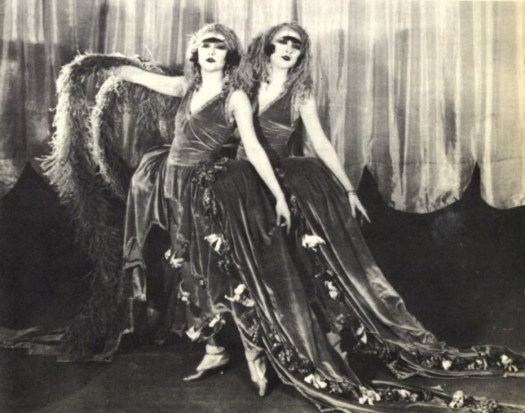
دالی سیسترز در حین اجرای برنامه در صحنهٔ تئاتر
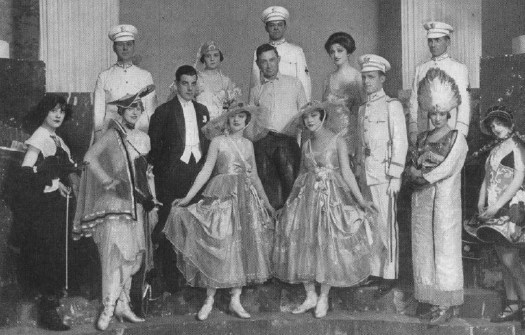
گروه نمایش «زیگفلد فولیز» در صحنهٔ تئاتر. در بالای سر و سمت چپ دالی سیسترز، دوست صمیمی آن‌ها «آلیو توماس» هم مشاهده می‌شود.
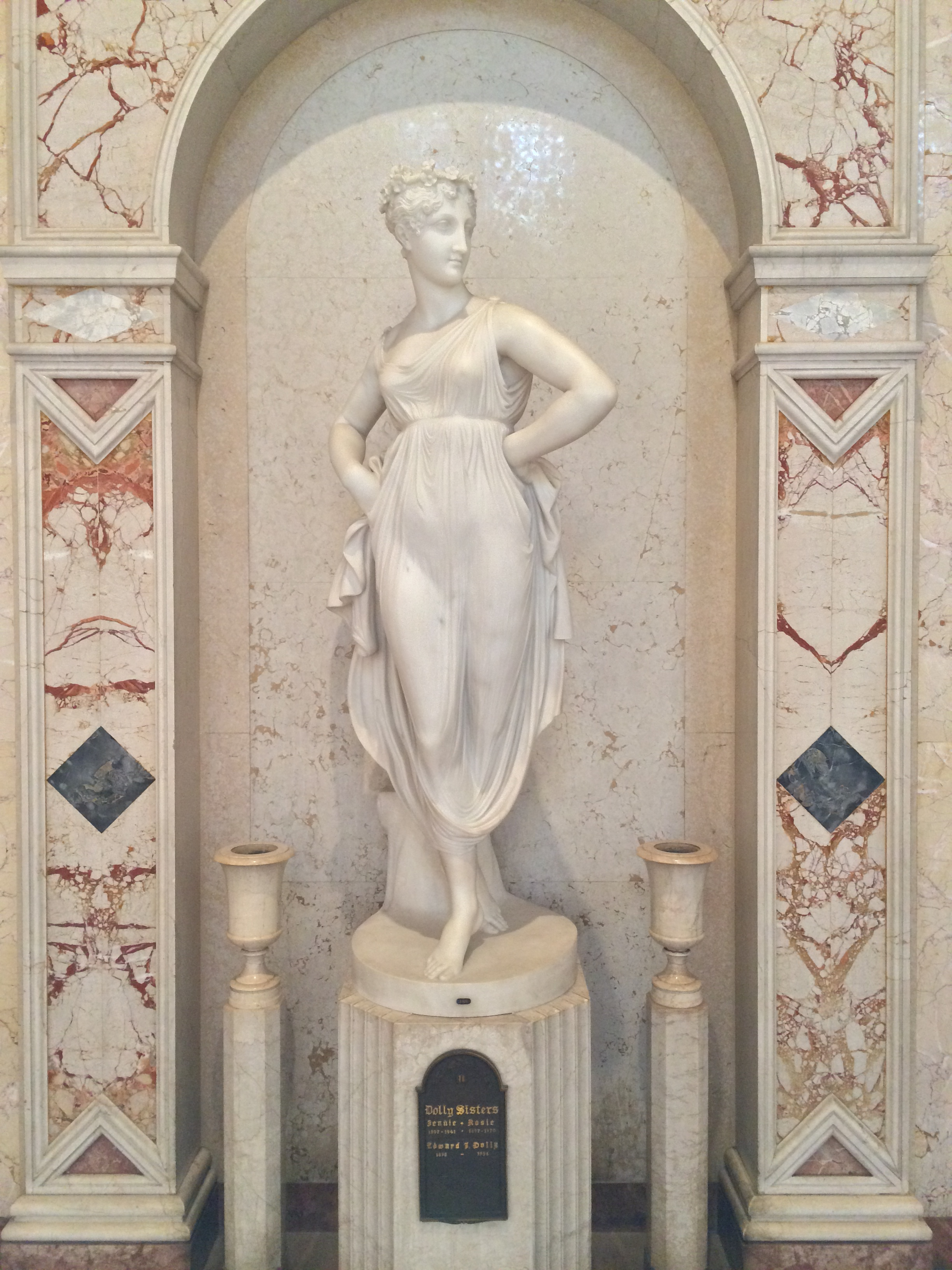
مقبرهٔ دالی سیسترز در آرامگاه فارست لان مموریال پارک در شهر گلندیل (کالیفرنیا)